# Sansevieria trifasciata

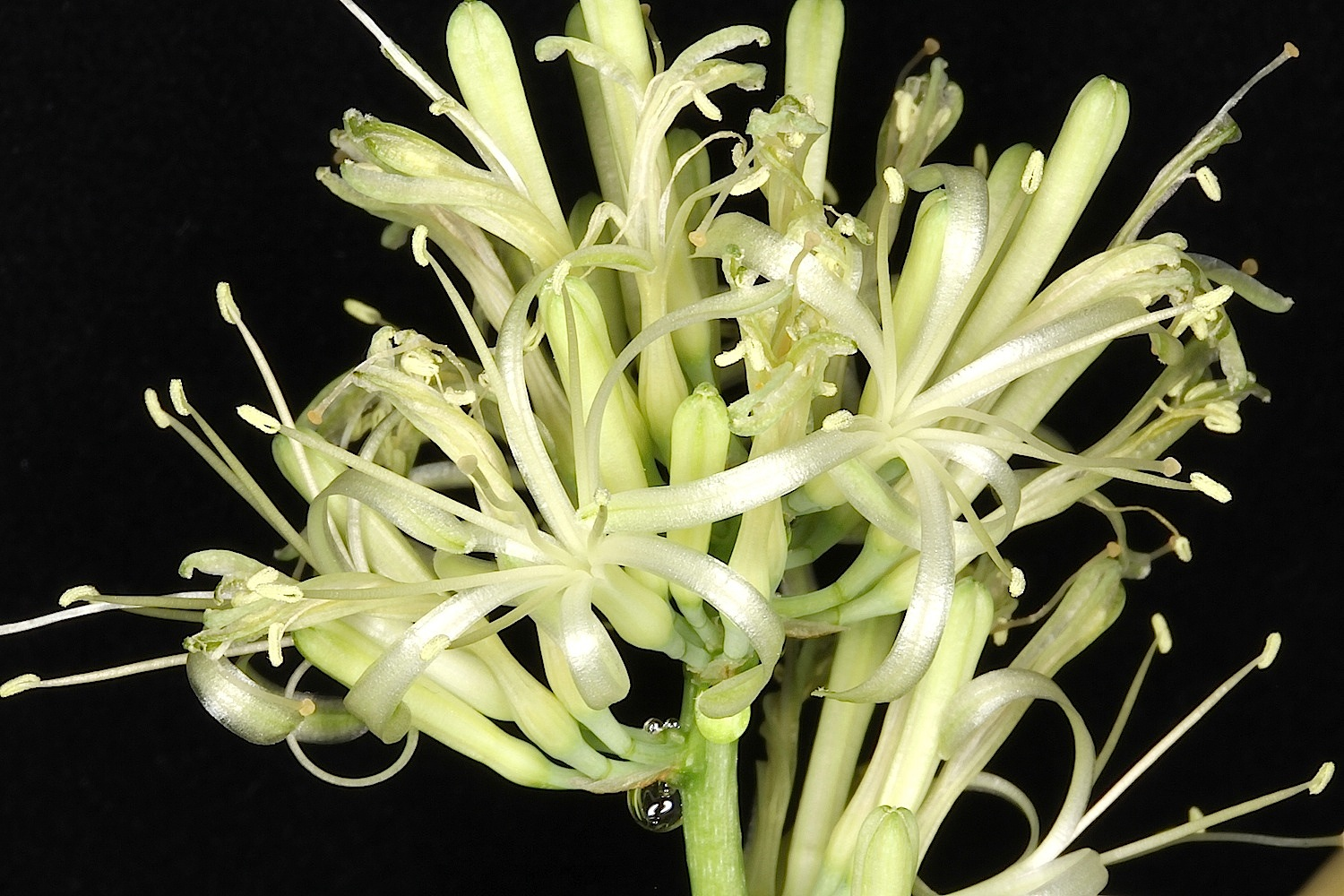
Sansevieria trifasciata Blüten

Sansevieria trifasciata ist eine Pflanzenart aus der Gattung Bogenhanf (Sansevieria) in der Familie der Spargelgewächse (Asparagaceae). Das Artepitheton trifasciata bedeutet (lat. trifasciatus) dreibänderig‘. Die Art wird umgangssprachlich „Schwiegermutterzunge“ genannt.

## Beschreibung
Sansevieria trifasciata wächst stammlos als ausdauernde, sukkulente Pflanze mit kräftigen 1,3 bis 2,5 Zentimeter starken kriechenden Rhizomen. Die ein bis zwei (selten auch bis 6) Laubblätter stehen aufrecht an einem Spross. Sie sind linealisch, lanzettlich geformt und flach. Die einfache Blattspreite ist 30 bis 160 Zentimeter lang und 2,5 bis 8 Zentimeter breit. Sie verschmälert sich allmählich mehr oder weniger von der Mitte aus oder oberhalb in einem rinnigen Stiel. Die grüne Spreitenspitze ist 3,2 bis 3,8 Millimeter lang und pfriemlich. Die grasgrünen, teilweise leicht glauken Blätter sind abwechselnd mit weißlich bis hellgrünen und tiefgrasgrünen bis schwarzgrünen Querbändern gezeichnet. Der Spreitenrand ist grün. Die Blattoberfläche ist glatt.
Die einfach ährigen Blütenstände sind 30 bis 76 Zentimeter hoch. Der Blütenstiel ist grün mit blassgrünen Punkten. Die Rispen sind locker mit drei bis acht Blüten pro Büschel besetzt. Das Tragblatt ist eiförmig oder eiförmig-lanzettlich, zugespitzt und 3,2 bis 12,7 Millimeter lang. Der Blütenstiel ist 5,3 bis 8,5 Millimeter lang. Die Blütenhüllblätter sind weiß. Die Blütenröhre ist 0,64 bis 1,27 Zentimeter lang. Die Zipfel sind 1,48 bis 1,9 Zentimeter lang.
Die Chromosomenzahl beträgt {\displaystyle 2n=36}.

## Verbreitung
Sansevieria trifasciata ist in Zentralafrika vorwiegend in Nigeria und in der Demokratischen Republik Kongo beheimatet. Große Bestände findet man auch in anderen Teilen der Welt, da die beliebteste Art der Sansevieria immer wieder durch den Menschen im großen Stil eingeführt wurde. In Indien und auch in vielen anderen subtropischen Ländern gilt die Art bereits als verwildert.
Gleichzeitig mit der Verbreitung und der großen Beliebtheit als Zimmerpflanzen entstand auch eine große Anzahl von Cultivaren.

## Taxonomie
Die Erstbeschreibung von Sansevieria trifasciata erfolgte 1903 durch David Prain.
Synonyme für Sansevieria trifasciata Prain sind: Sansevieria craigii Hort. (1912), Sansevieria jacquinii N.E.Br. (1911), Sansevieria laurentii De Wild. (1904), Sansevieria trifasciata var. laurentii (De Wild.) N.E.Br. (1915) und Sansevieria zeylanica var. laurentii (De Wild.) L.H.Bailey (1963).
Von Sansevieria trifasciata existieren eine große Anzahl an Cultivaren. Sie unterscheiden sich unter anderem in Blattgröße, Grad der Panaschierung und im Grünton der Blätter. Die Variante 'Hahnii' ist kleinwüchsig und hat deutlich breitere Blätter, als die übrigen.

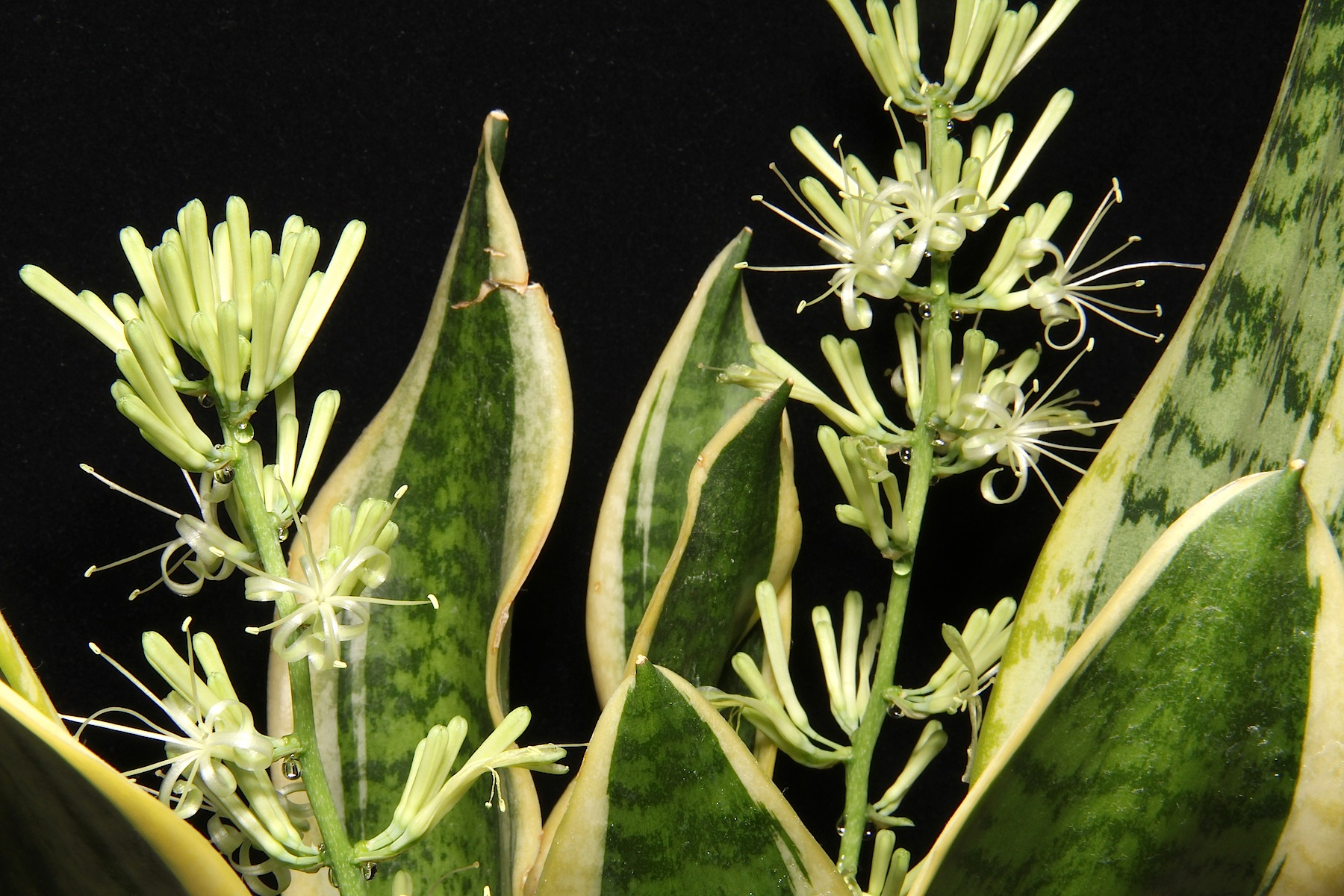
Sansevieria trifasciata 'Futura Simplex'
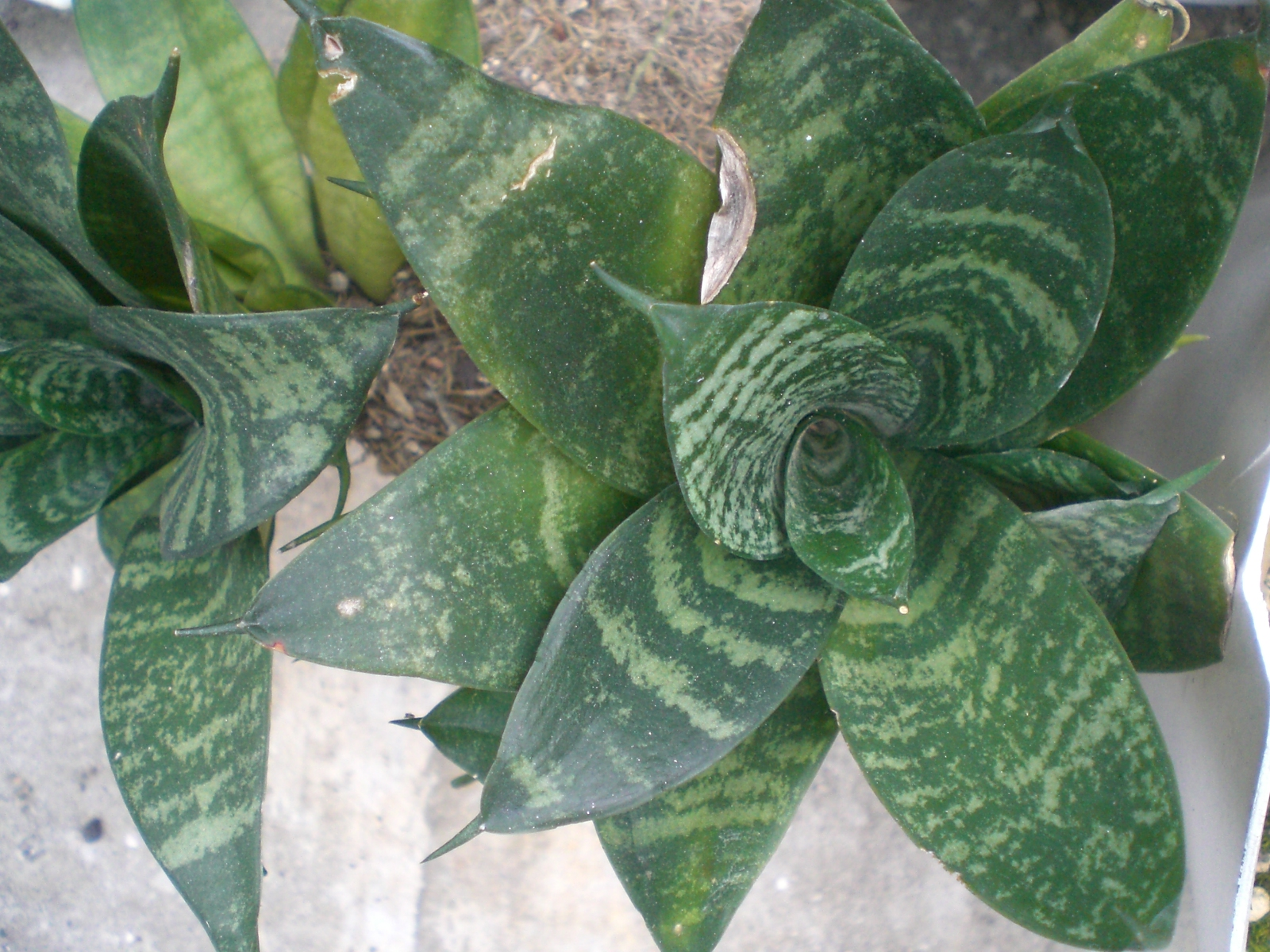
Sansevieria trifasciata 'Hahnii Green Leaves'
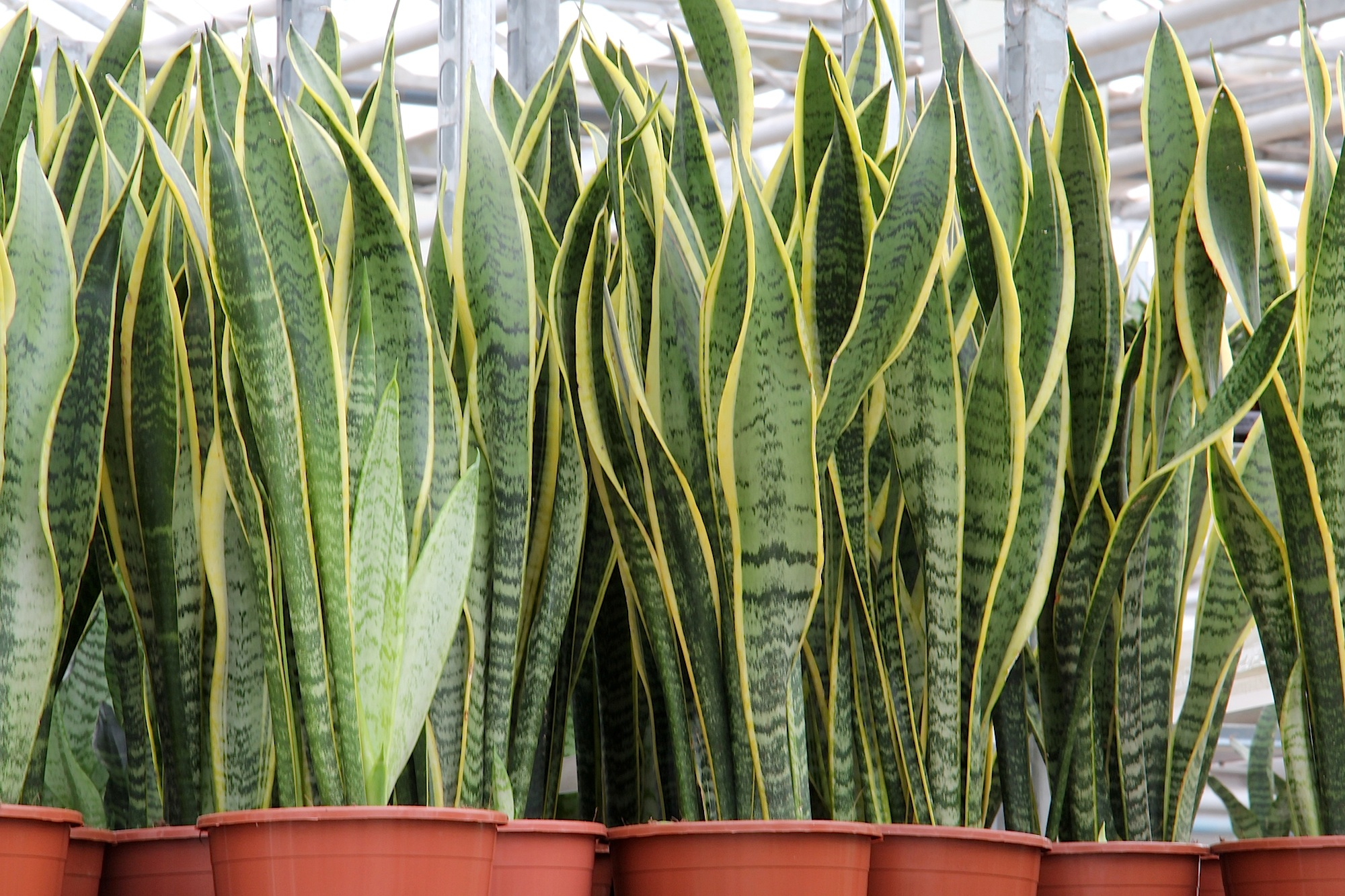
Sansevieria trifasciata 'Laurentii' mit panaschierten Blättern
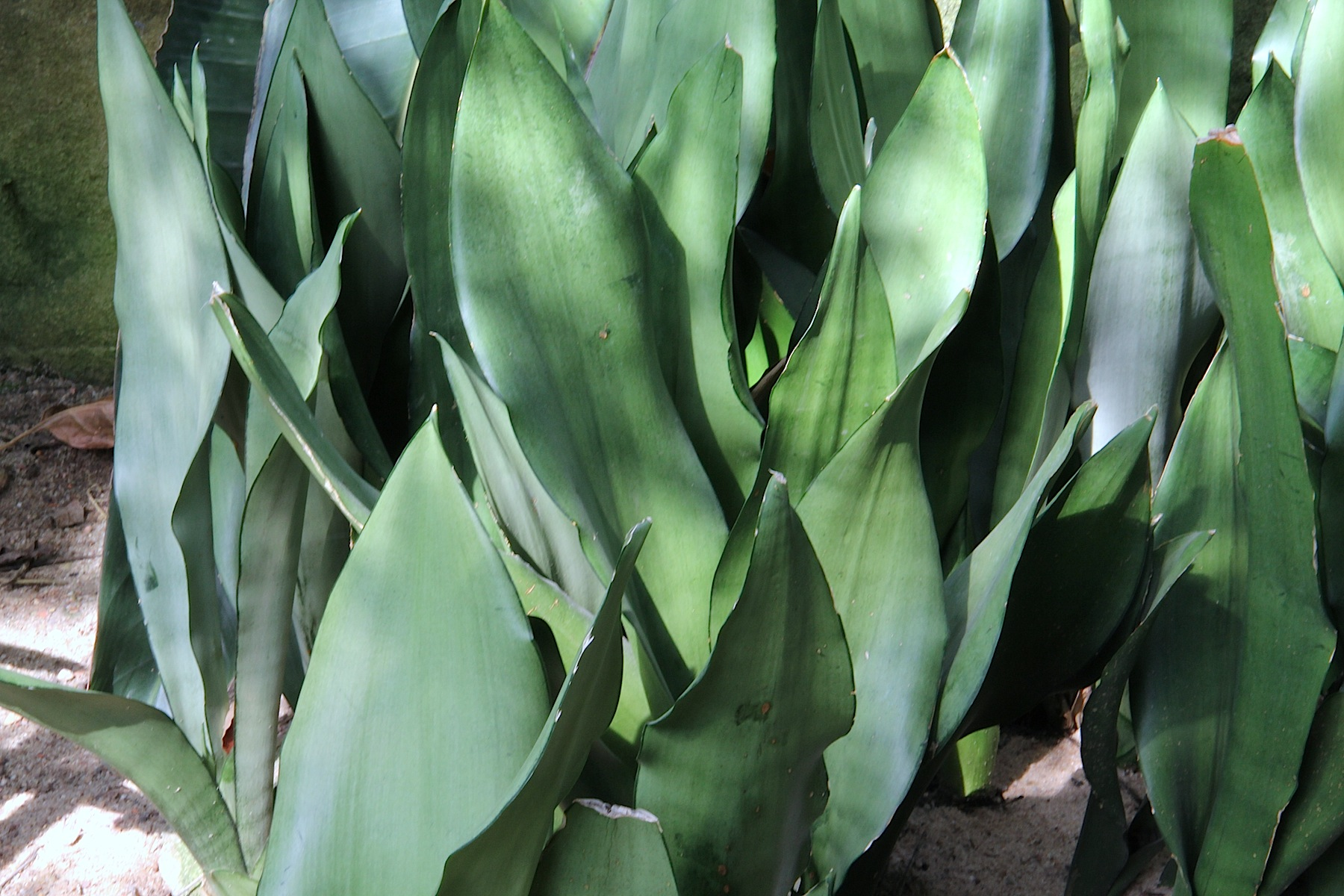
Sansevieria trifasciata 'Moonshine'
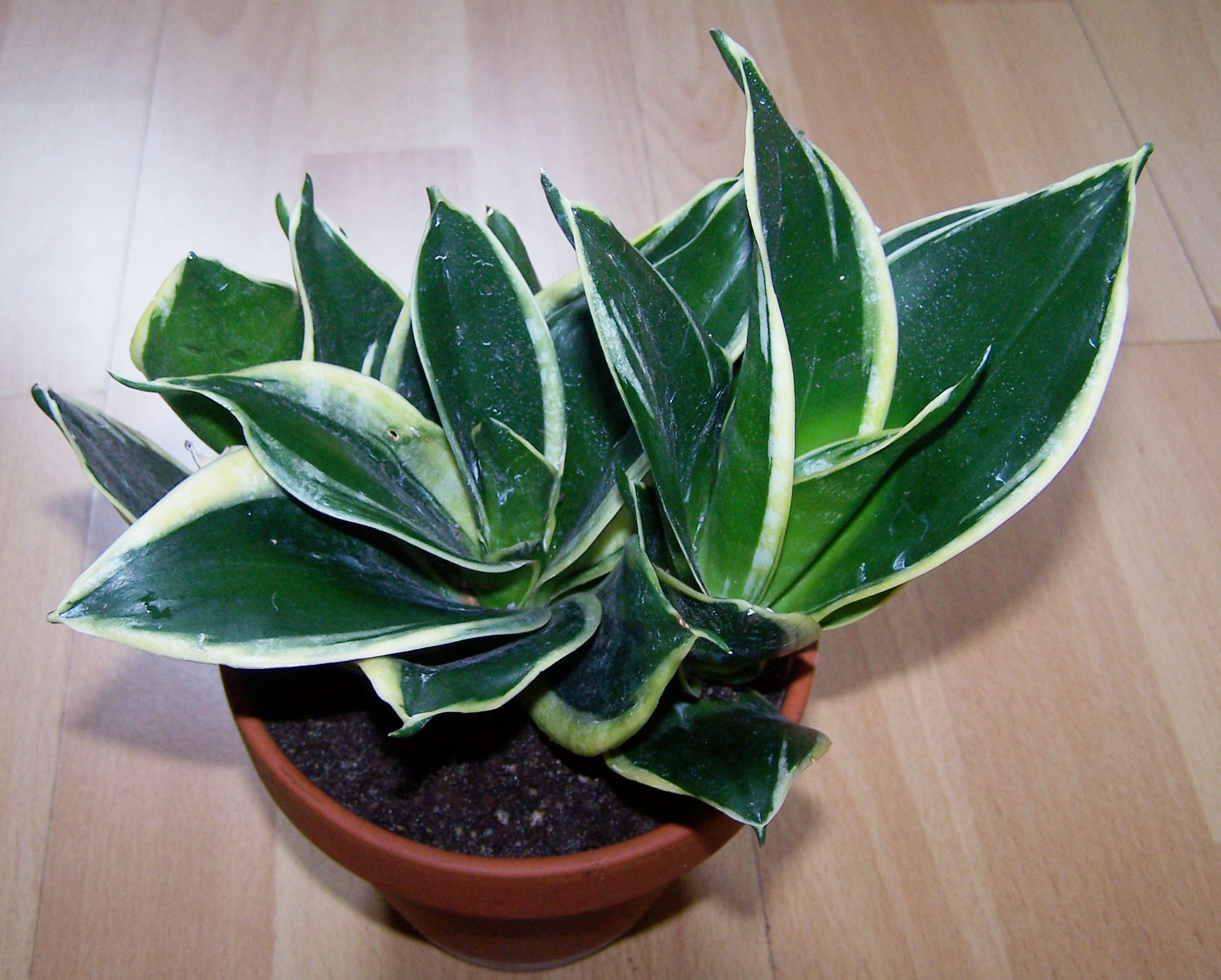
Sansevieria trifasciata 'Super Marginata'
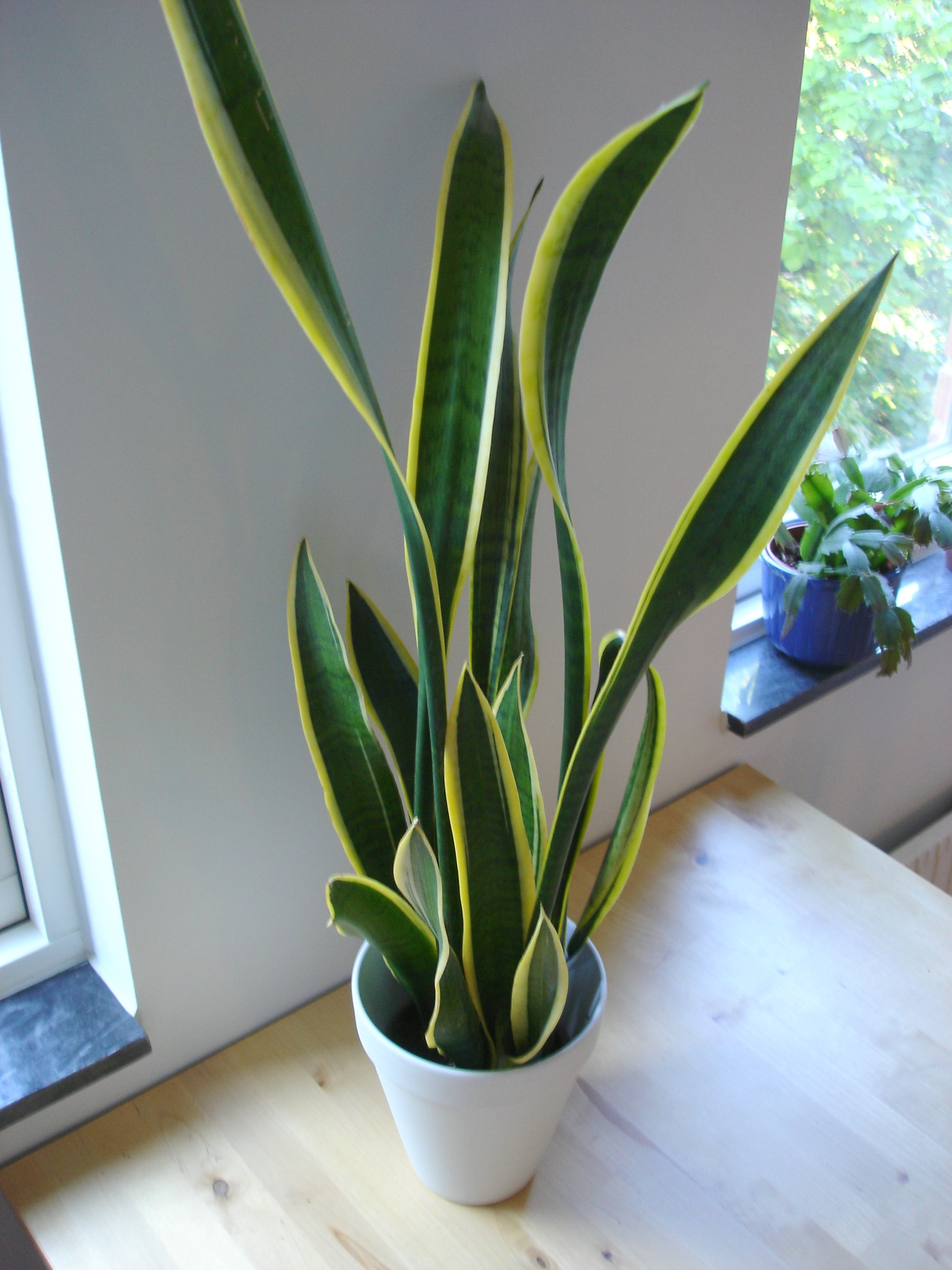
Ein Cultivar mit gelb-panaschierten Streifen an den Blatträndern

## Verwendung

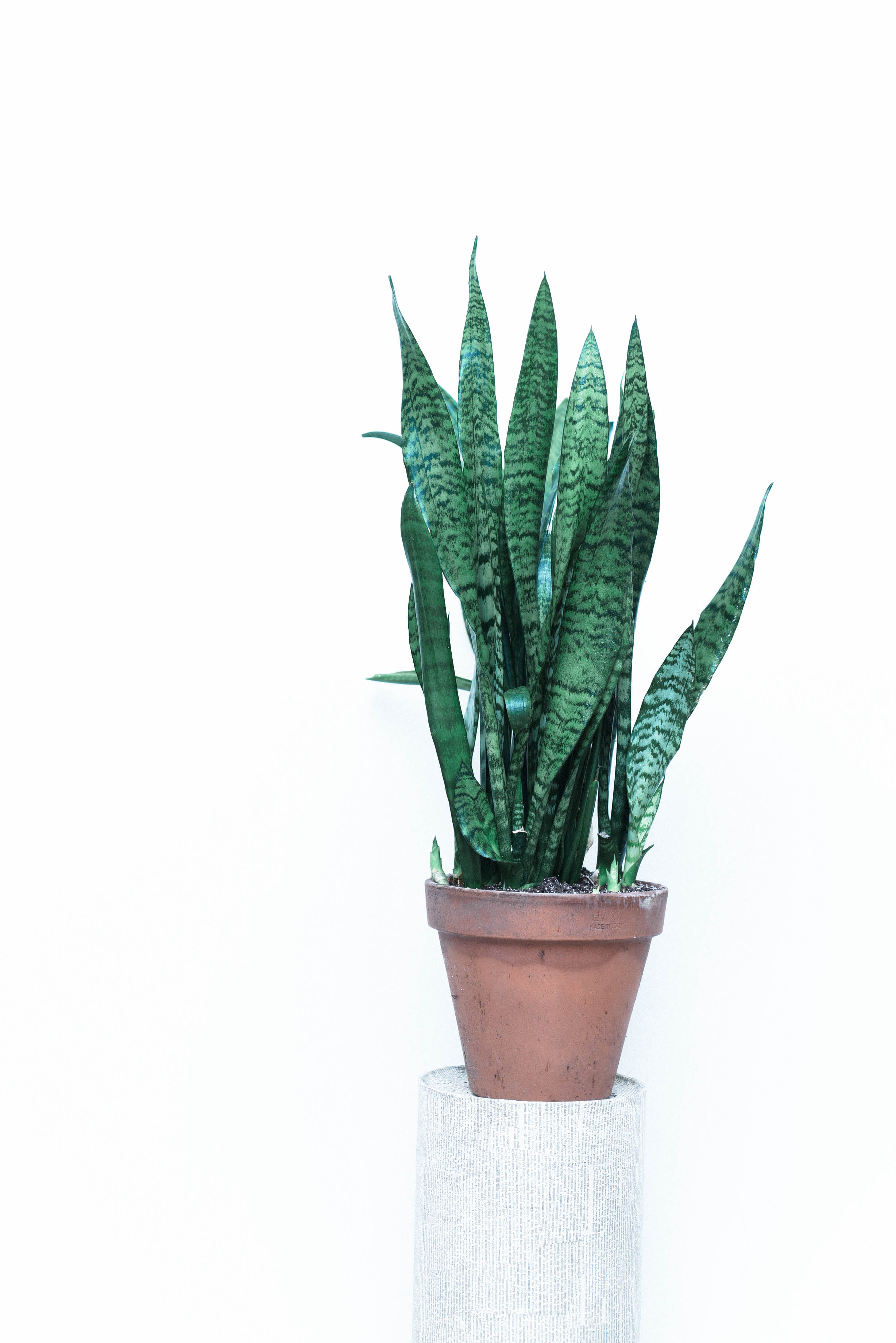

Ebenso wie bei anderen Pflanzen der Gattung wurden früher aus den Blättern Fasern zur Herstellung von Seilen gewonnen.
Aufgrund der ungewöhnlichen Toleranz gegenüber allen Lichtverhältnissen sowie gegenüber Trockenheit gehört Sansevieria trifasciata zu den pflegeleichtesten und beliebtesten Zimmerpflanzen. Schaden nehmen die Pflanzen lediglich, wenn sie zu häufig gewässert werden. Besonders im Winter ist der Wasserbedarf sehr gering. Die Pflanzen vertragen Temperaturen bis zu 5 °C und gedeihen am besten zwischen 18 °C und 27 °C. Sie lassen sich durch Abtrennung des Rhizoms sowie durch Anwurzelung von Blattabschnitten vermehren, die wenigstens 5 cm lang sein sollten. Bei der Vermehrung durch Blattabschnitte verliert die Varietät ‘Laurentii‘ meist die Panaschierung der Blätter. Es wird empfohlen, sowohl die Rhizome, als auch die Blattabschnitte vor dem Einpflanzen zunächst mehrere Tage lang antrocknen zu lassen.
Die Sansevieria trifasciata ‘Laurentii‘ reinigt die Luft von Benzol, Formaldehyd, Trichlorethen, Xylolen und Toluol.